# Теодерих фон Абенсберг
Теодерих фон Абенсберг също Дитрих и Теодорих (на немски: Theoderich (Dietrich, Theodorich) von Abensberg; † 5 ноември 1383) е 36-ият епископ на Регенсбург и княжески епископ на имперския манастир Регенсбург от 1381 до 1383 г.

## Произход и управление
Той е син на граф Улрих III († 30 август 1367) от баварската графска фамилия Абенсберги. Майка му е Елизабет фон Гунделфинген († 25 февруари 1342/1354), дъщеря на рицар Свигер X фон Гунделфинген († 1384) и първата му съпруга Салмей († 1346/1356).
През 1360 г. Теодерих фон Абенсберг е свещеник в Гаубич. Той е избран за епископ на Регенсбург след смъртта на епископ Конрад VI фон Хаймберг († 21 юли 1381).
За освобождаването на замък Щауф той ползва и частни средства и отказва да го препише на домкапитела или на манастира. Затова членовете на домкапитела отказват да го посетят на смъртното му легло и да поръчат за него църковна служба. Гробната му плоча се намирала първо зад олтара на катедралата в Регенсбург.
След смъртта му епископ става Йохан фон Моозбург.